# 岡山車掌区
岡山車掌区（おかやましゃしょうく）は、岡山県岡山市北区の岡山駅構内にある西日本旅客鉄道（JR西日本）中国統括本部の車掌が所属する組織である。

## 歴史
- 1906年（明治39年）12月1日：岡山車掌監督として発足。
- 1909年（明治42年）12月11日：岡山車掌長に改称。糸崎車掌駐在所が統合され、岡山車掌長糸崎駐在になる。
- 1912年（明治45年）3月31日：神戸車掌長姫路駐在が統合され、岡山車掌長姫路駐在になる。
- 1914年（大正3年）3月10日：再び岡山車掌監督に改称。糸崎駐在および姫路駐在は継承される。
- 1923年（大正12年）
  - 7月1日：岡山操車場派出所が発足。
  - 8月21日：津山駐在が発足。
- 1929年（昭和4年）5月11日：岡山車掌所に改称。糸崎車掌駐在は糸崎支所に、津山駐在は津山支所に、姫路駐在は姫路支所になる。
- 1933年（昭和8年）9月1日：両備福山支所が発足。
- 1935年（昭和10年）12月14日：両備福山支所が福山支所になる。
- 1936年（昭和11年）9月1日：岡山車掌区に改称。福山支所・津山支所・糸崎支所・姫路支所は、それぞれ福山支区・津山支区・糸崎支区・姫路支区になる。
- 1947年（昭和22年）1月10日：津山支区は津山車掌区に、糸崎支区は糸崎車掌区に分離。姫路支区は神戸車掌区に移管される。
- 1948年（昭和23年）
  - 1月13日：宇野派出所が発足。
  - 9月25日：福山支区が福山車掌区になり、岡山車掌区から分離。
- 1949年（昭和24年）7月12日：宇野派出所が廃止。
- 年月日不明：岡山操車場派出所が廃止。
- 1986年（昭和61年）11月1日：福山車掌区が岡山車掌区福山派出所に、津山車掌区が岡山車掌区津山支区になる。
- 1988年（昭和63年）10月1日：大阪西車掌所岡山支所が岡山車掌区岡山新幹線支区になる。
- 1989年（平成元年）3月11日：津山支区は津山運転所と統合して、津山列車区になる[1]。
- 1990年（平成2年）3月10日：岡山新幹線支区が廃止される。
- 1991年（平成3年）4月1日：福山派出所が府中鉄道部に移管される。
- 2015年（平成27年）3月14日：この日行われたダイヤ改正により、国鉄時代より続いていた「サンライズ瀬戸」号の東京駅までの越境乗務が廃止され、児島駅 - 岡山駅 - 姫路駅間の乗務に短縮される。同時に岡山駅 - 姫路駅間の「サンライズ出雲」の乗務も担当するようになる。[2]